# 自動惑星検出望遠鏡
自動惑星検出望遠鏡 (じどうわくせいけんしゅつぼうえんきょう、英: Automated Planet Finder Telescope, APF) は、アメリカ・カリフォルニア州サンノゼの東にあるリック天文台に設置された、2.4 m 口径の全自動光学望遠鏡である。別名は Rocky Planet Finder。

## 概要
APF は、地球の5倍から20倍の質量を持つ太陽系外惑星の検出を目的として設計された。この装置を用いて、1晩におよそ10個の恒星を観測する。10年間かけて、系外惑星探査のために 1,000 個の太陽系近傍の恒星を観測することが予定されている。推定費用は1000万ドルであり、APF のプロジェクトの総費用は1237万ドルである。ファーストライトは当初は2006年を予定していたが、望遠鏡の主要部分の建設が遅れたため2013年8月にずれ込んだ。
APF は高精度の視線速度の測定を行い、惑星が恒星の周りを公転することによる恒星のふらつきをドップラー分光法で検出する。設計目標は最小で秒速 1 m の恒星の動きを検出することであり、これはゆっくりと歩く程度の速度に相当する。主要な観測対象は地球からおよそ100光年以内にある恒星である。
初期の試験では、Ken and Gloria Levy Doppler Spectrometer の性能が設計目標を満たしていることが示された。この分光計は高い処理能力を持ち、秒速 1 m の設計感度を満たしている。この視線速度の測定精度は、HARPSやHIRESのものと近い。

## レビー分光器
レビー分光器 (Levy spectrometer)はAPF2.4m望遠鏡のナスミス焦点に設置されている専用のエシェル分光器である。観測波長は374-970ナノメートルの可視光域で、波長分解能は最大R=150,000を発揮する。高精度視線速度測定に最適化して設計されており、3か月間にわたる標準星の試験観測では視線速度の二乗平均平方根で1m/sより優れた精度を実証した。
レビー分光器の設計はマゼラン望遠鏡で使用されているPFS分光器 (Planet Finder Spectrometer) をベースとしている。PFSの設計はPFS以前にマゼラン望遠鏡で使用されていたMIKE (Magellan Inamori Kyocera Echelle) 分光器にまで遡ることができる。

## APFが発見した惑星
APF を用いた観測で発見された初めての系外惑星は、HD 141399 の周りに2014年に発見された4つの惑星 (HD 141399 b、c、d、e) である。この発見には APF での観測の他に HIRES での観測データも用いられている。また、リック＝カーネギー系外惑星サーベイの一環として行われた観測でも APF による観測データが用いられ、グリーゼ687を公転するグリーゼ687bが発見されている。

## ブレイクスルー・リッスンとの協力
この望遠鏡は、地球外文明からのレーザー伝送による光信号を探査するためにも使用される。これは地球外知的生命体探査 (SETI) の一環である。この研究は、カリフォルニア大学バークレー校にある SETI 研究センターに対するブレイクスルー・リッスンの多額の資金援助による事業である。